# 교황 선출자 스테파노

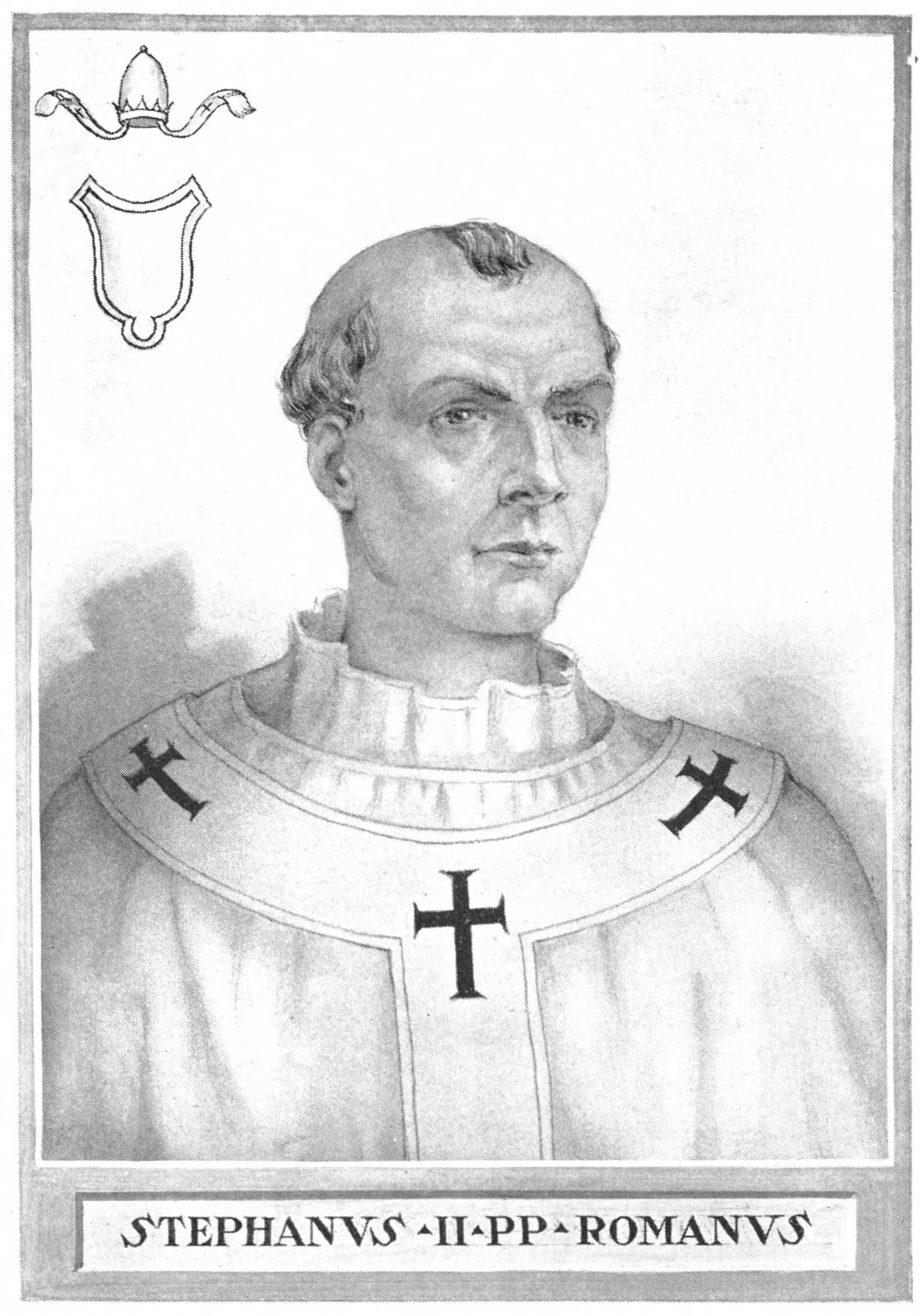

교황 선출자 스테파노(라틴어: Papa Electus Stephanus, ? ~ 752년)는 기독교의 사제로서, 745년 교황 자카리아에 의해 산 크리소고노 성당의 사제급 추기경에 서임되었다.
752년 3월 자카리아의 뒤를 이어 새 교황으로 선출되었으나 교황으로 선출된 지 사흘 만에 뇌졸중으로 선종해 실제로 교황좌에 착좌하지는 못했다. 주교 서품식도 미처 치르기 전의 일이었다. 따라서 《교황청 연감》에 실린 교황 목록에는 그의 이름이 빠져있다.
8세기 이래 주교품을 받음으로써 교황직이 공식적으로 시작된다고 보았으므로 주교품을 받아 즉위하기 전에 사망한 교황 선출자 스테파노에 대해서는 그 당시와 중세 그리고 대부분의 근대 사학가들이 그를 교황으로 인정하지 않으며, 《교황 연대표》나 교황들의 명단을 나열한 기타 자료에서도 그의 이름은 수록되어 있지 않다.
그러나 현대 교회법은 교황으로 선출되는 순간부터 교황직이 시작된다고 명시하고 있기 때문에 그를 교황의 명단에 삽입해야 한다고 보는 견해도 있다. 따라서 일부 자료들 중에는 이후로 스테파노라는 이름을 가진 교황의 숫자를 매길 때에 엇갈리는 숫자가 붙여져 혼란이 오기도 한다. 그러나 이 주장에는 약간의 문제가 있다. 1983년 1월 25일에 반포된 교회법에서는 교황 선출 이전에 주교의 인호가 있는 자만이 선출 순간부터 교황직을 수행한다고 명시하고 있기 때문이다. 교황 선출자 스테파노는 분명히 교황으로 선출되었지만, 주교는 아니었다. 1961년부터 《교황청 연감》의 교황 목록에는 교황 선출자 스테파노의 이름이 제외되었다.